# Сентенуа, Поль
Поль Сентенуа (фр. Paul Saintenoy; 19 июня 1862, Брюссель — 18 июля 1952, Брюссель) — бельгийский архитектор периода модерна, педагог, историк архитектуры и писатель.

## Биография
Сентенуа родился в 1862 году в Икселе (центральный район Брюсселя), в столице Бельгии. Он был членом потомственной семьи архитекторов: сыном архитектора Гюстава Сентенуа (фр.) и Адели Клёйзенар, а также внуком известного бельгийского архитектора Жана-Пьера Клёйзенарa. Резиденцией семьи в Брюсселе был Отель Сентенуа (Hotel Saintenoy), который в 1992 году получил статус памятника архитектуры.
С 1881 года Поль Сентенуа изучал архитектуру в Королевской академии изящных искусств в Антверпене под руководством архитектора Йозефа Схадде. Там он под влиянием учителя увлекся археологией и реставрацией памятников средневековья. Он вернулся в Брюссель, чтобы завершить свое обучение, и в 1890-х годах на него произвела впечатление новаторская архитектура Виктора Орта, Поля Анкара и рационалистическая теория Эжена Виолле-ле-Дюка, также известного своей работой по восстановлению готических зданий.
Постройки В. Орта и П. Анкара в Брюсселе, Франца Журдена в Париже и Луи Мажореля в Нанси заложили основу развития стиля ар-нуво в Бельгии и Франции. В частности, в зданиях В. Орта свободно использовались стальные каркасы и крупногабаритные стеклянные панели, что в значительной степени растворяло зрительные границы между интерьером и экстерьером зданий.
Сентенуа не был столь известен, как Орта, Анкар или Анри ван де Велде, но он построил несколько заметных зданий в окрестностях Брюсселя, большинство из которых сохранилось до наших дней и являются частью важного наследия города. Самая знаменитая постройка архитектора: здание Универмага «Old England» в Брюсселе (1898—1899), в которой удачно сочетаются стальная несущая конструкция, флоральный металлодекор и почти сплошное остекление фасада. С 1994 года в этом здании располагается музей музыкальных инструментов (MIM), основанный в 1877 году и входящий в группу Королевских музеев искусства и истории (RMAH).
С интересом к археологии, с того времени, когда он служил генеральным секретарем Королевского археологического общества, Поль Сентенуа начал преподавательскую карьеру в 1910 году в качестве профессора истории архитектуры в Королевской академии изящных искусств в Брюсселе. Эту должность он занимал в течение тридцати лет.
В конце Первой мировой войны Сентенуа был назначен членом Королевской комиссии по памятникам и достопримечательностям, где он сыграл важную роль в восстановлении Бельгии после разрушений. Дом Сентенуа в Брюсселе стал охраняемым историческим памятником в 1992 году.
Сентенуа женился на Луизе Понселе (Louise Ponselet), племяннице Яна Верхаса. Маленькая Луиза была изображена на нескольких картинах своего дяди. У них было двое детей: Жак Сентенуа (1895—1947), архитектор, Жаклин Сентенуа (1900—1978), замужем за казнённым впоследствии французским министром Пьером Пуше.
В 1932 году Сентенуа стал кавалером высшей государственной награды ордена Леопольда. Он был членом Королевской академии наук, литературы и изящных искусств Бельгии.
Поль Сентенуа умер в 1952 году и был похоронен на кладбище Иксель, его сын Жак был похоронен в 1947 году в той же могиле.

## Галерея

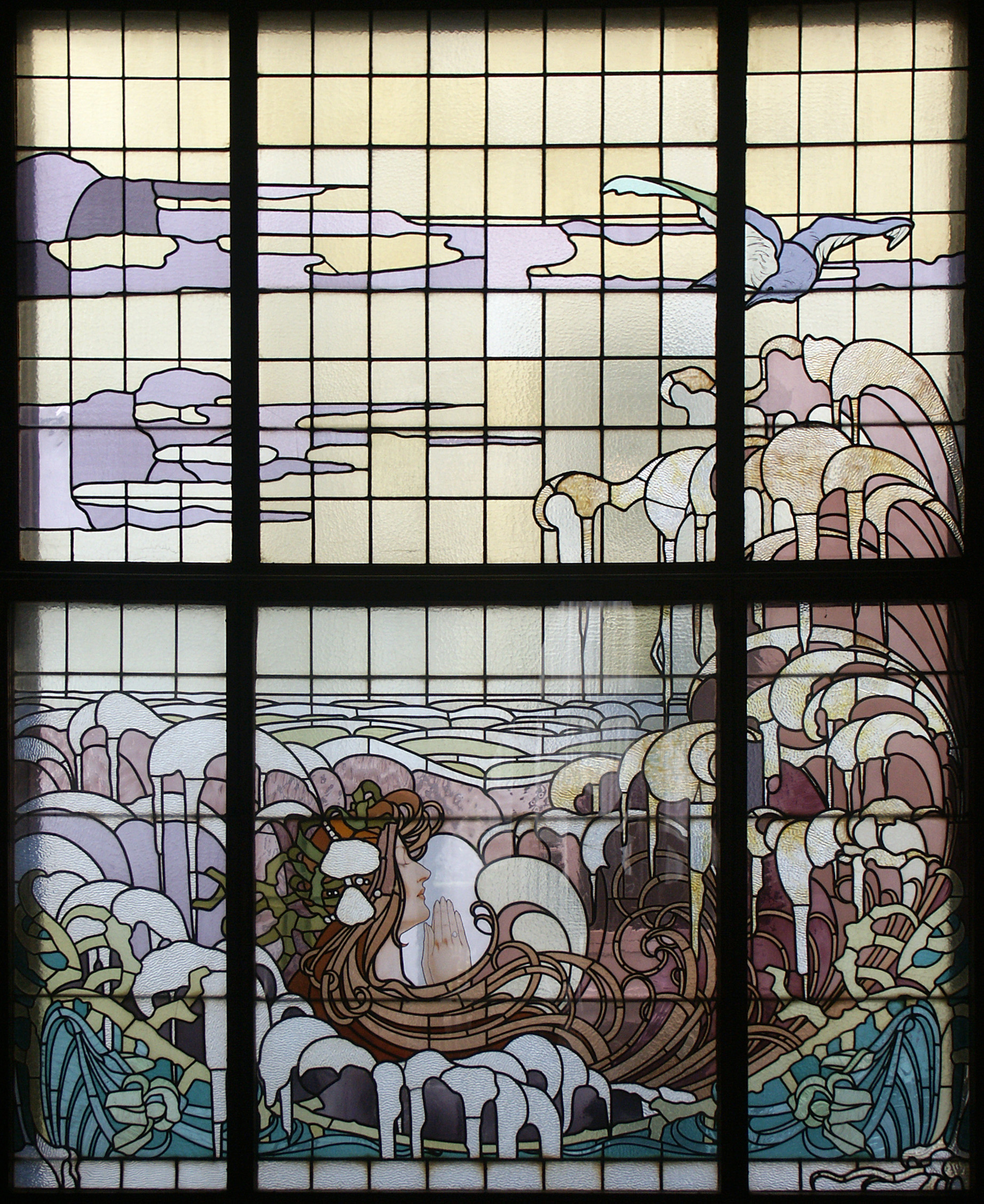
Отель Сентенуа. Витраж
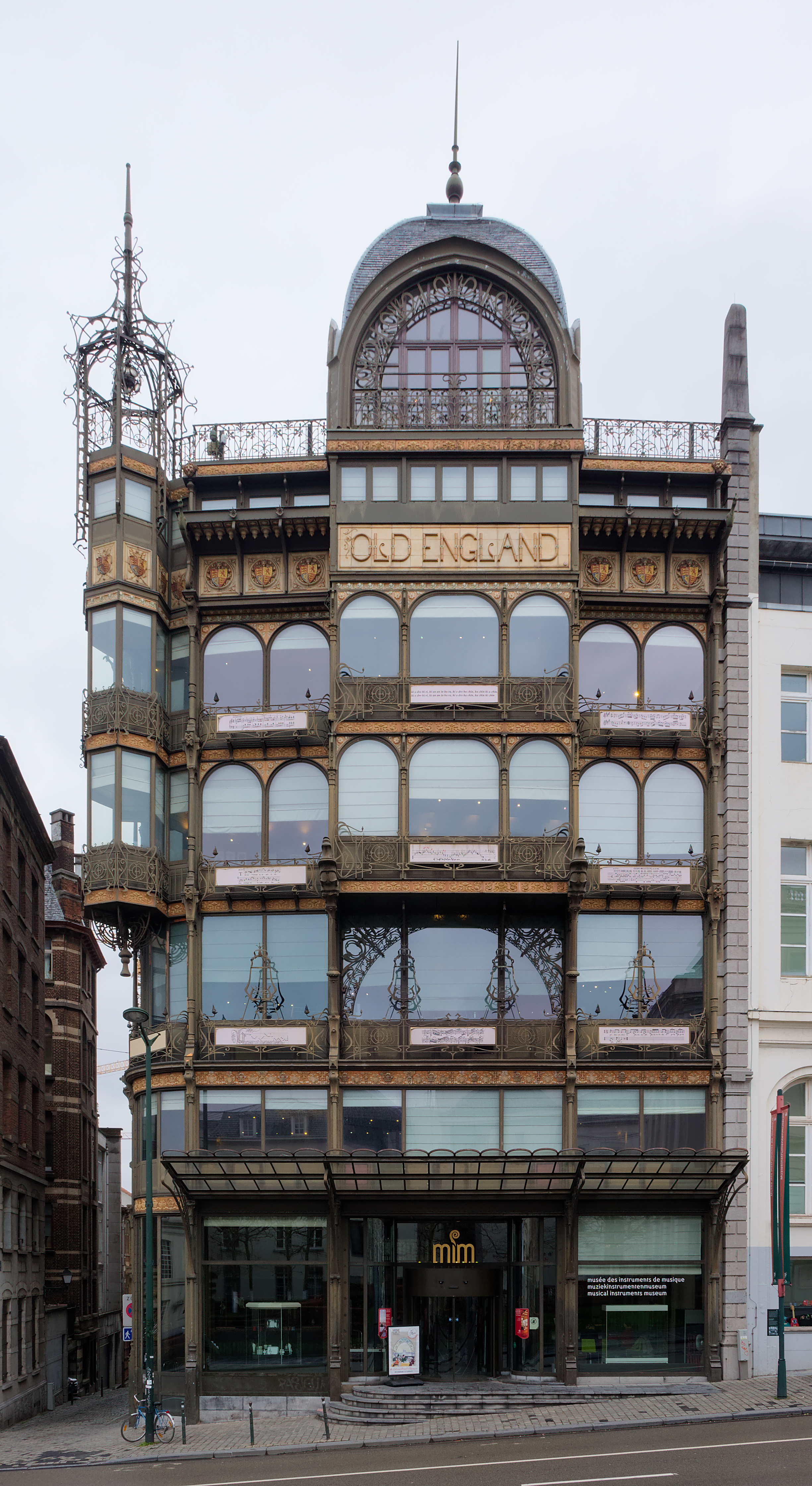
Универмаг Old England. 1898–1899. Брюссель
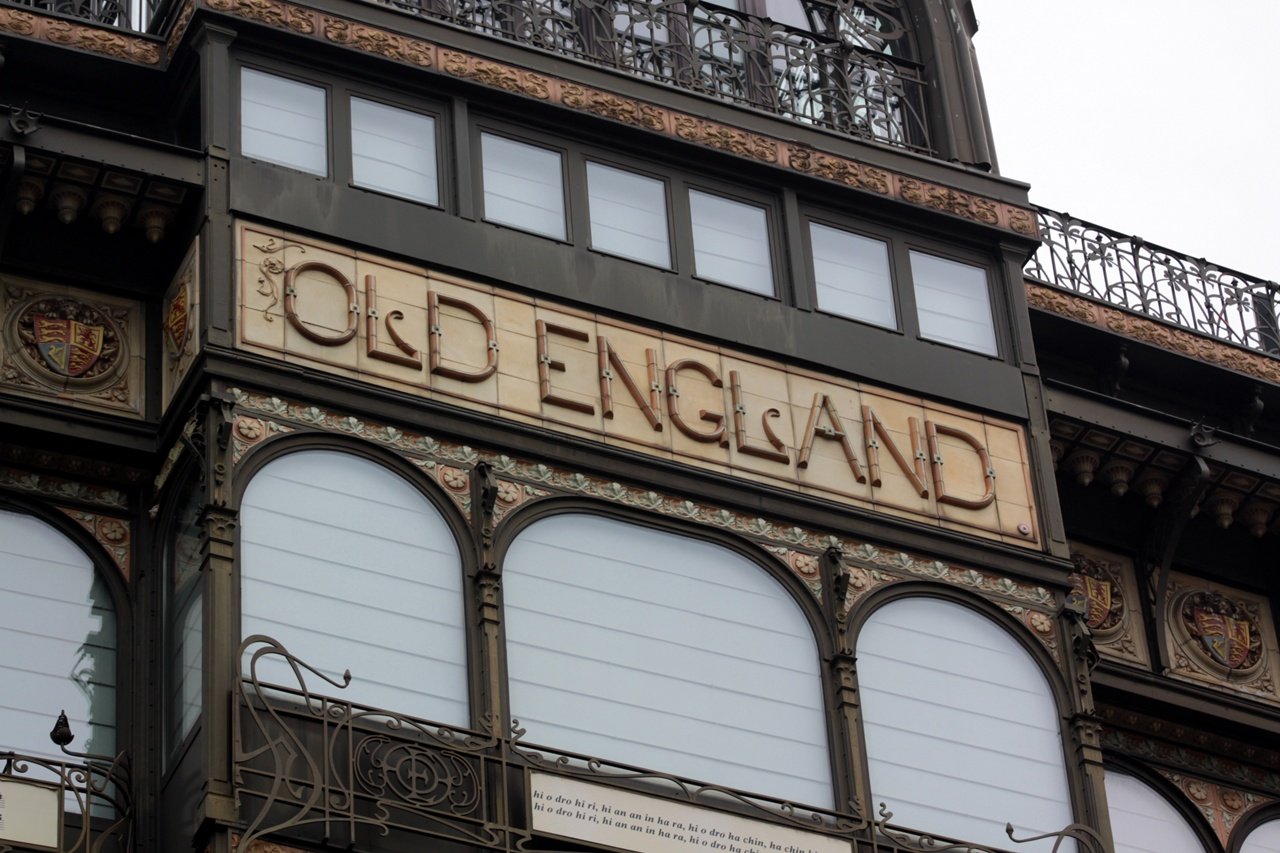
Деталь фасада
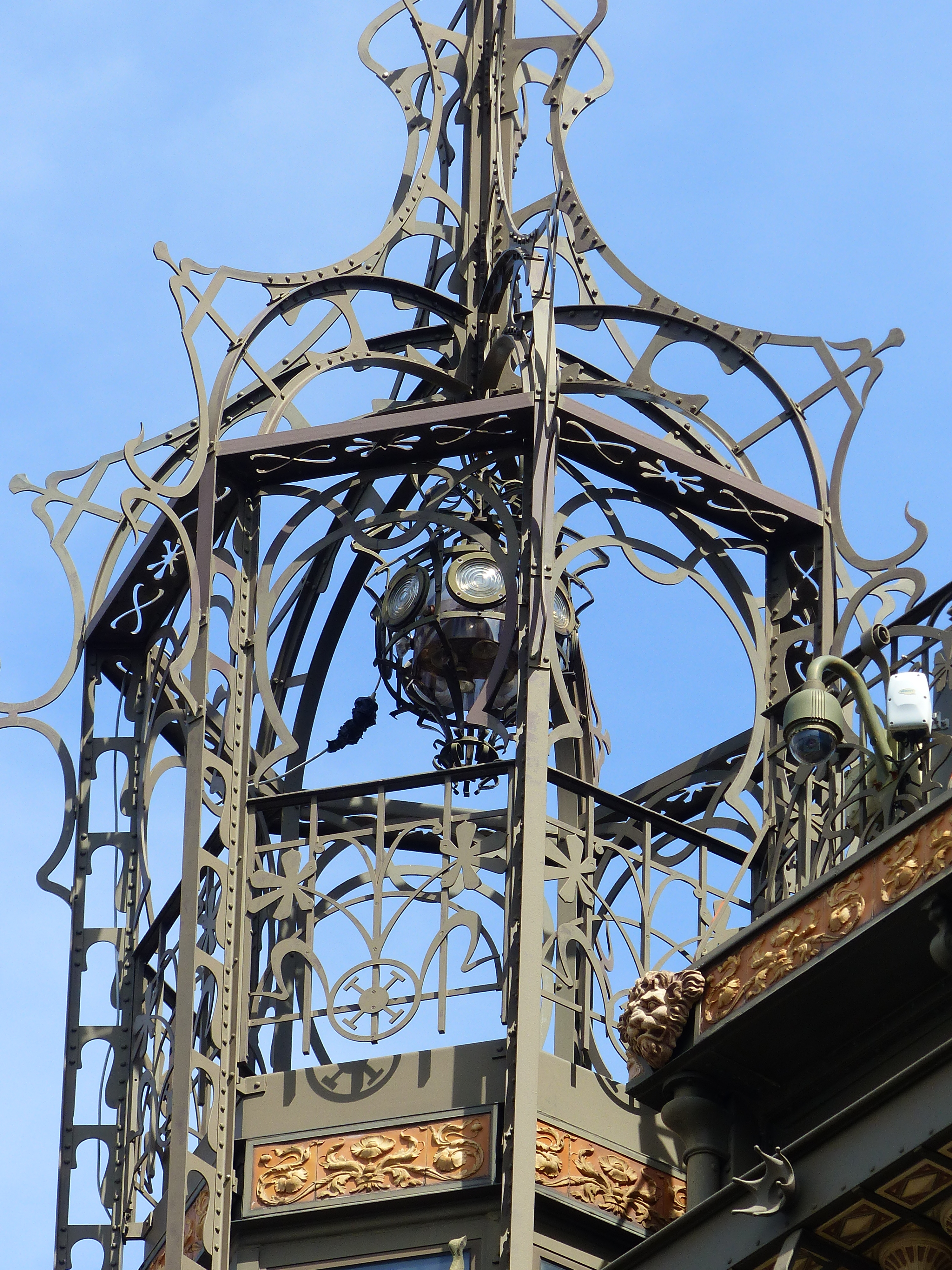
Универмаг Old England. Навершие эркера
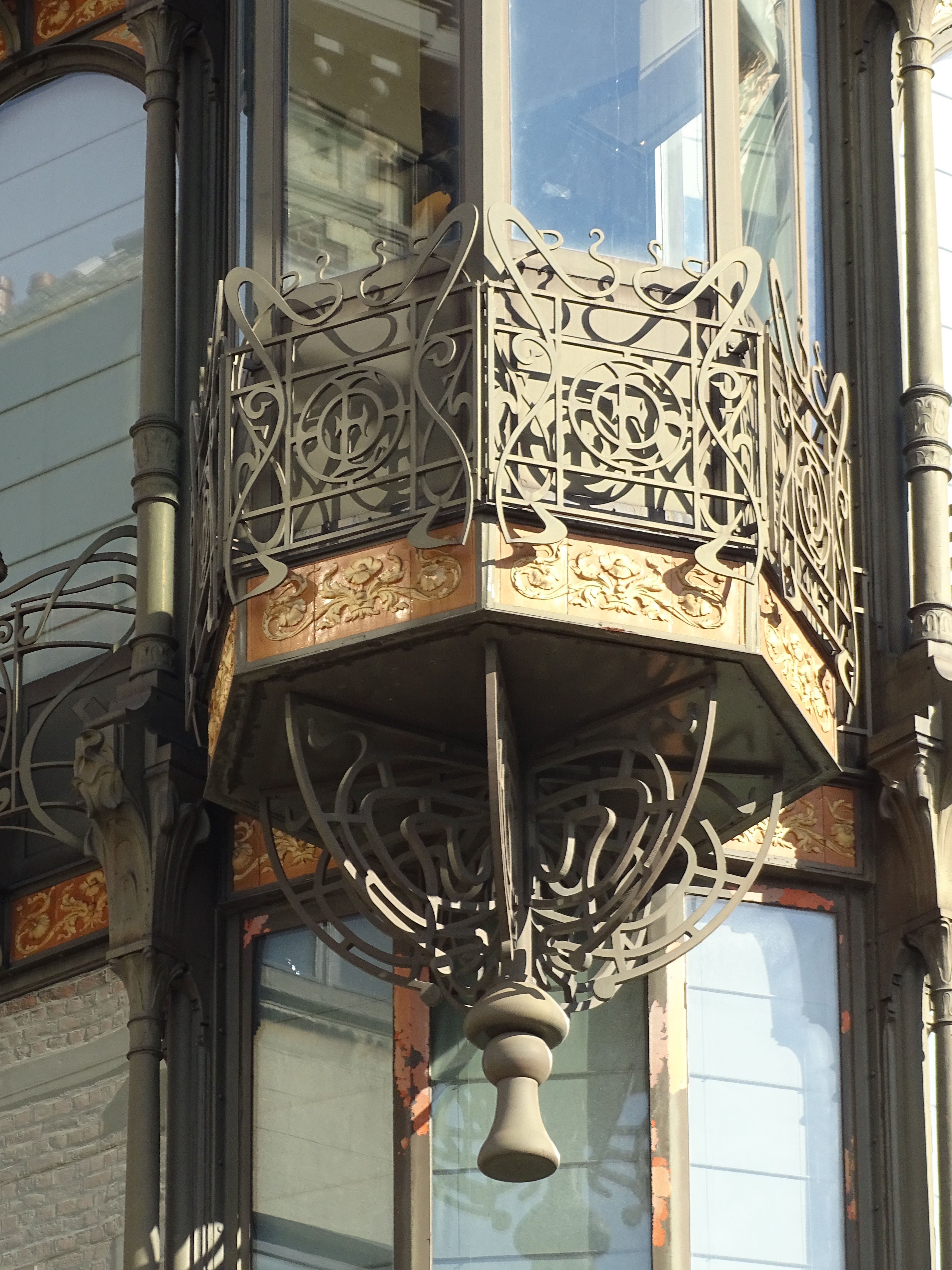
Нижняя часть эркера
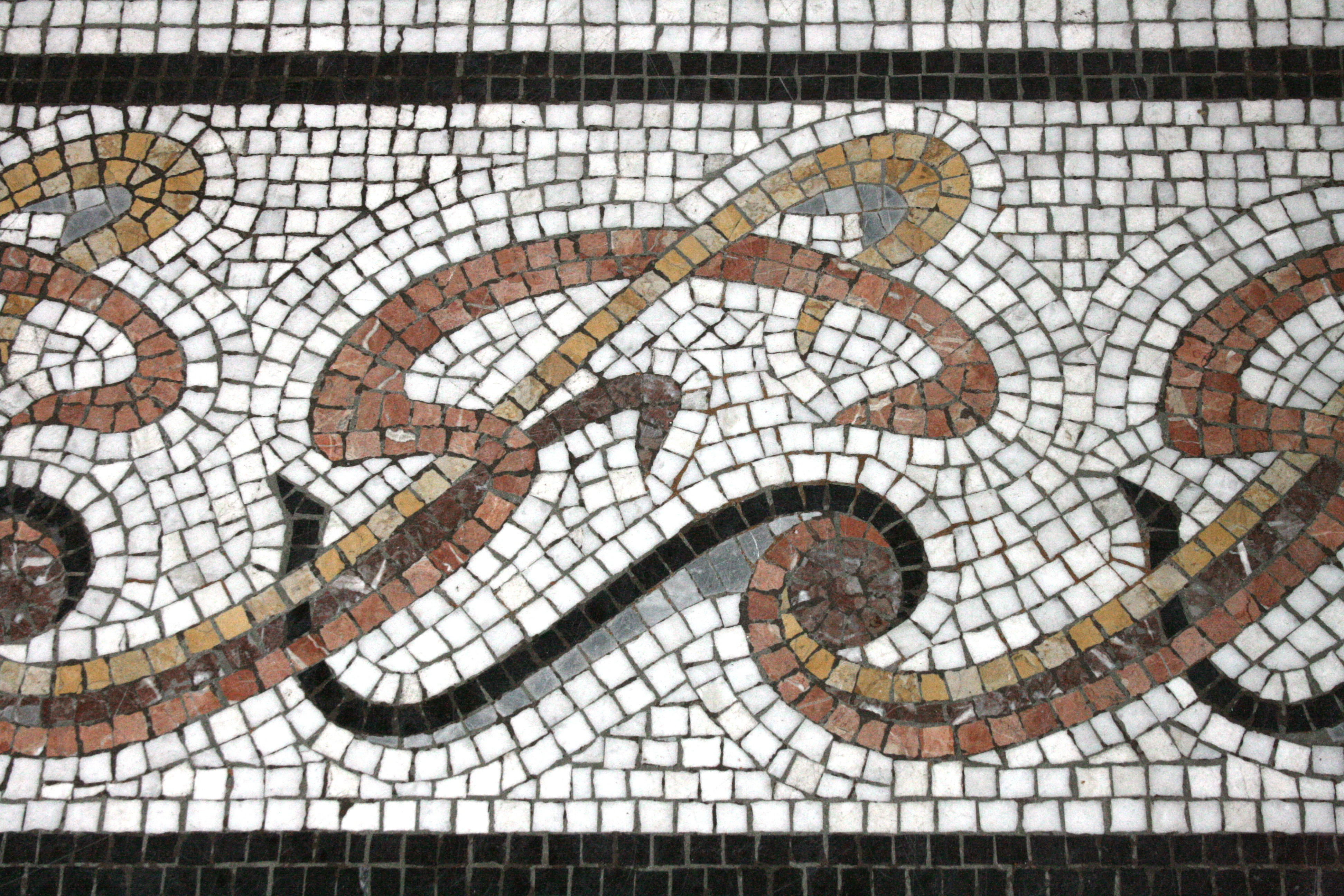
Деталь мозаики пола
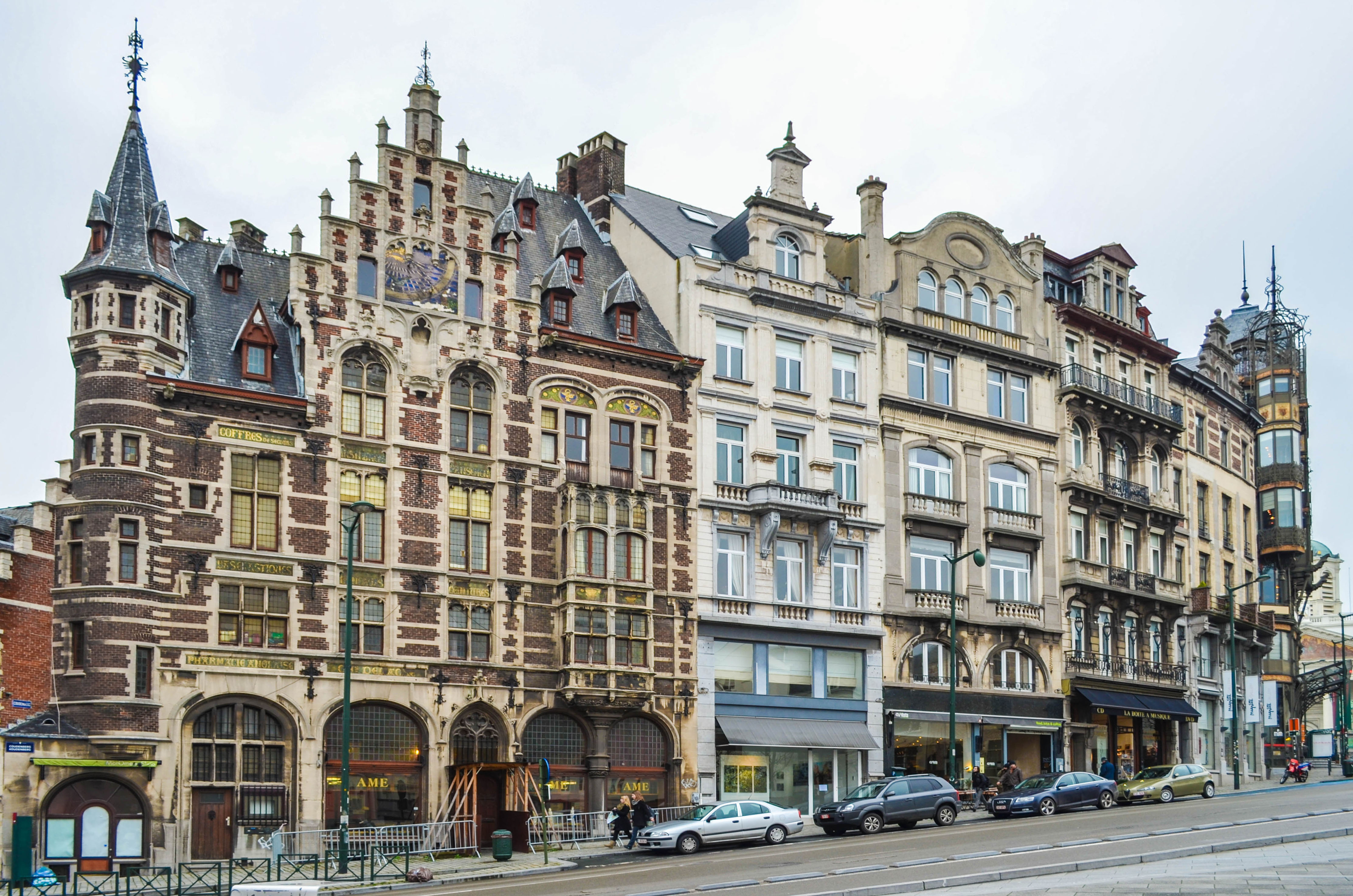
Бывшая аптека Делакра (слева). 1898. Брюссель
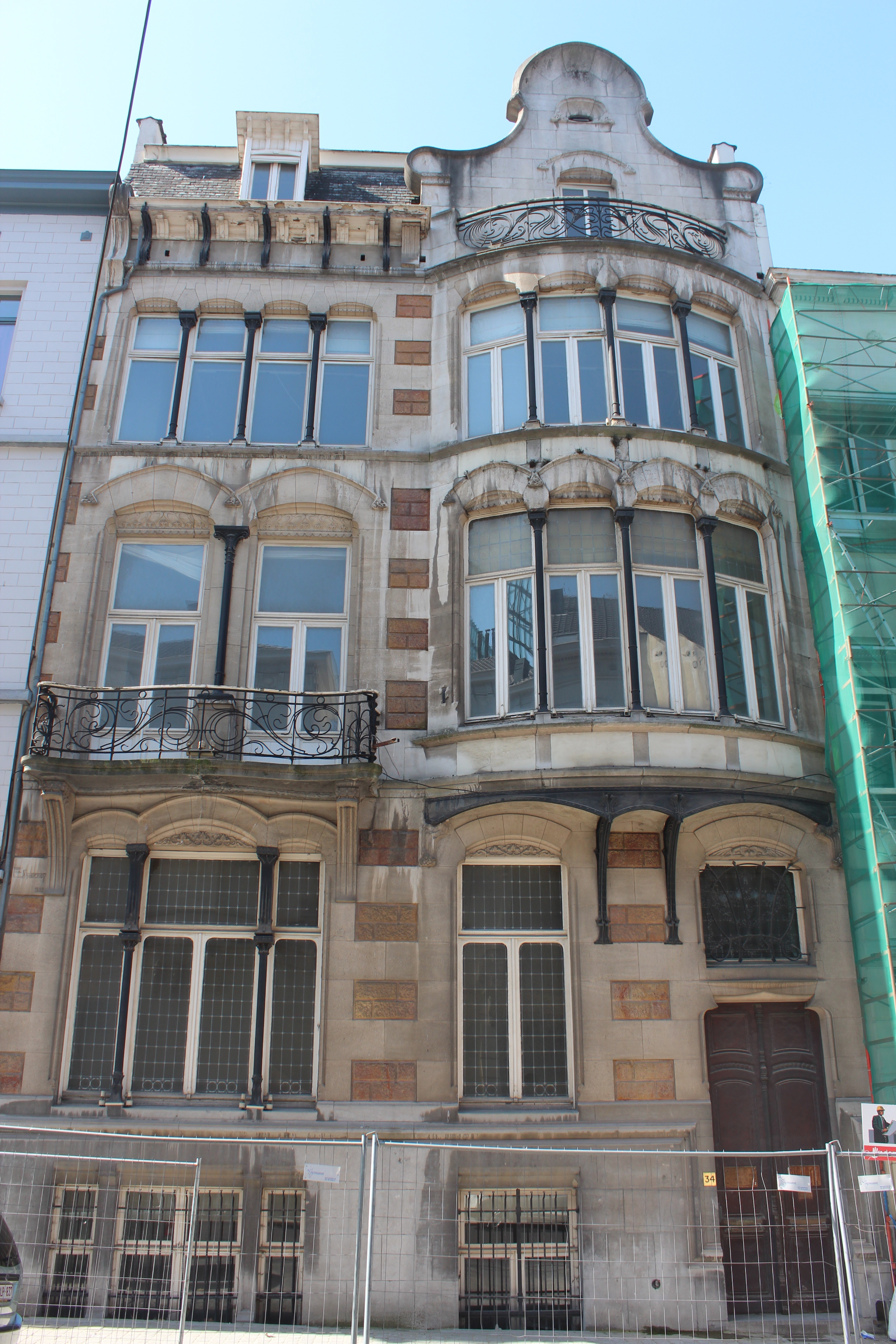
Дом Я. ван Офема. 1900. Брюссель
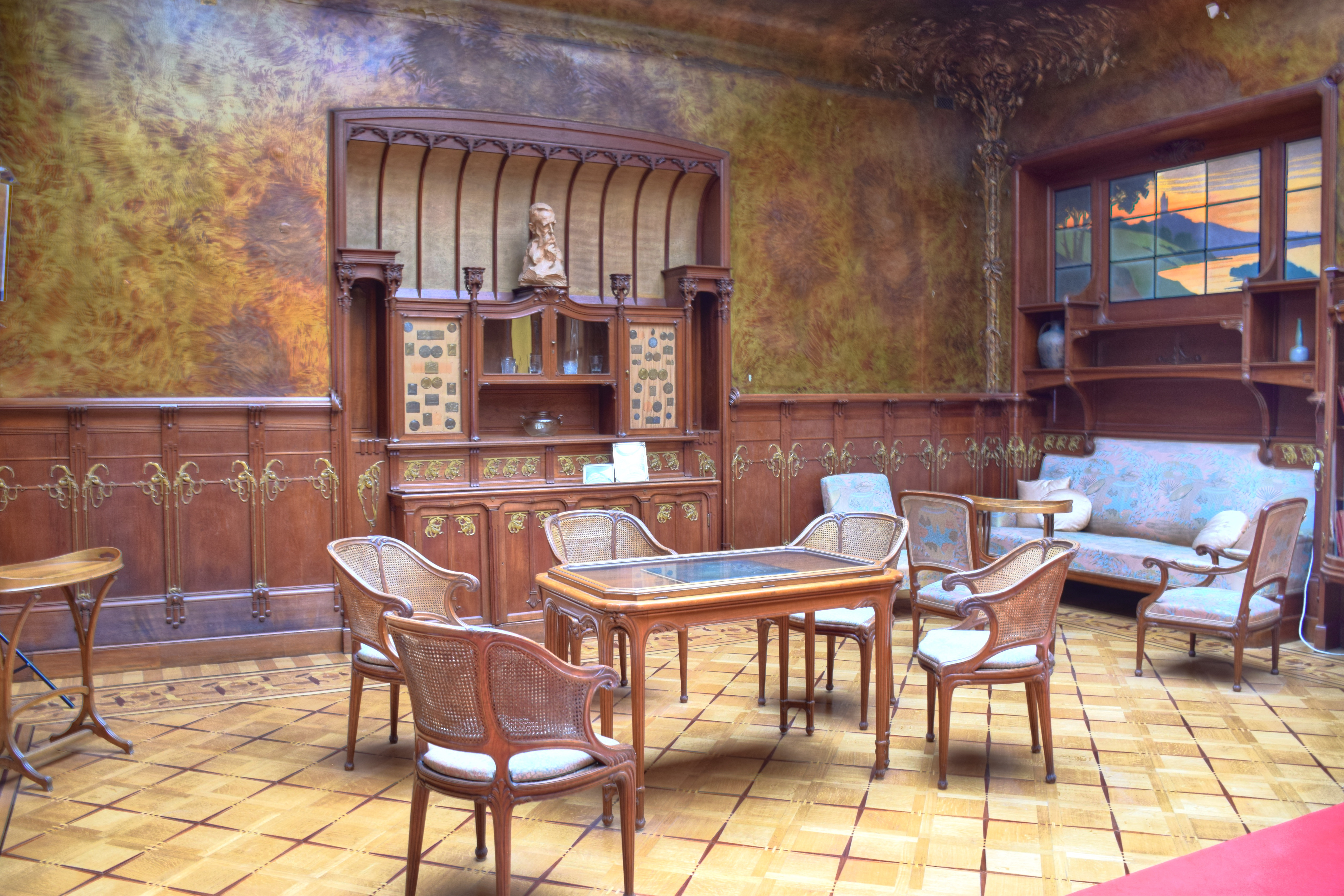
Дом Л. Лоссо. Большой салон. Монс. 1899
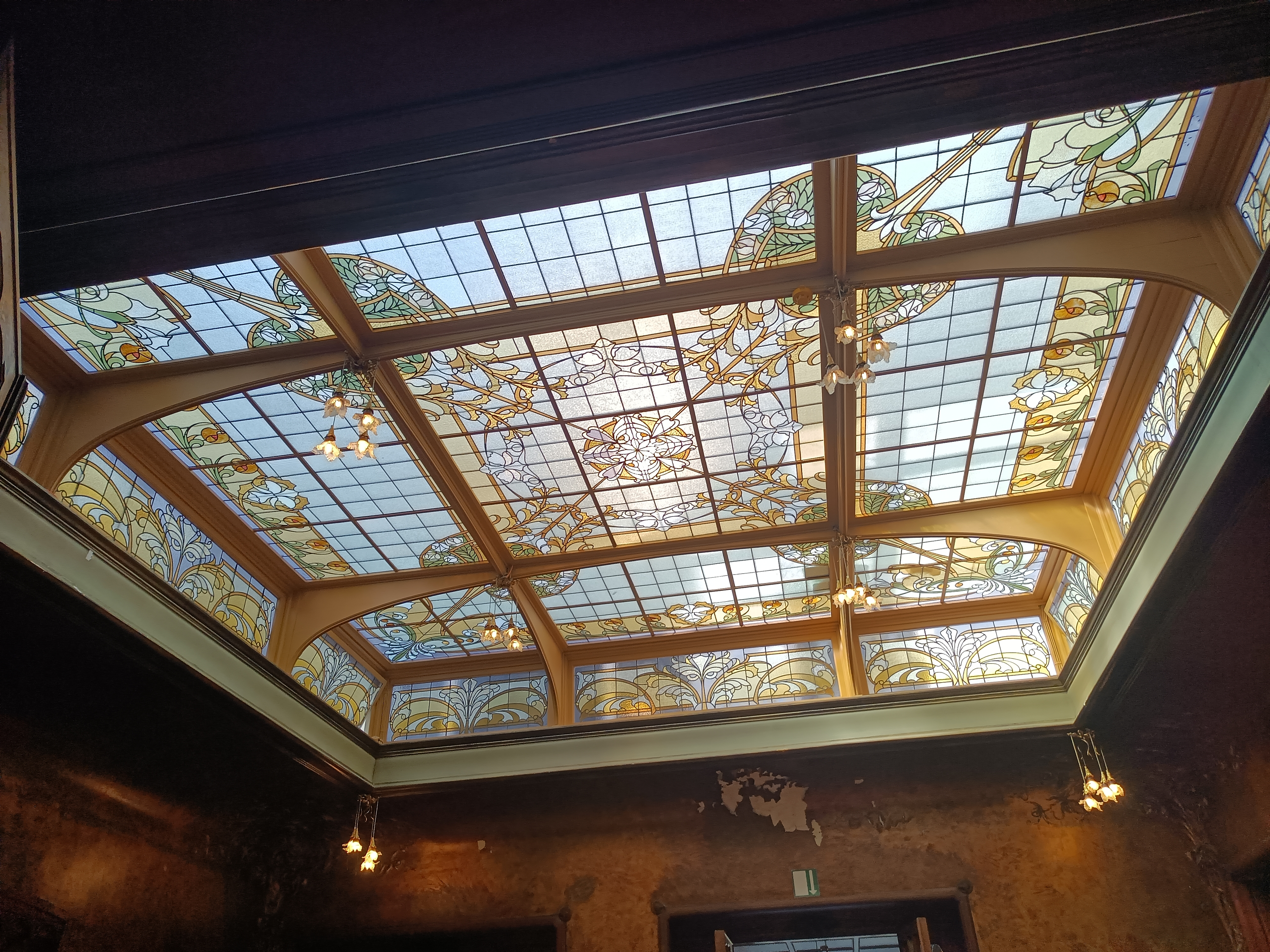
Дом Л. Лоссо. Плафон салона
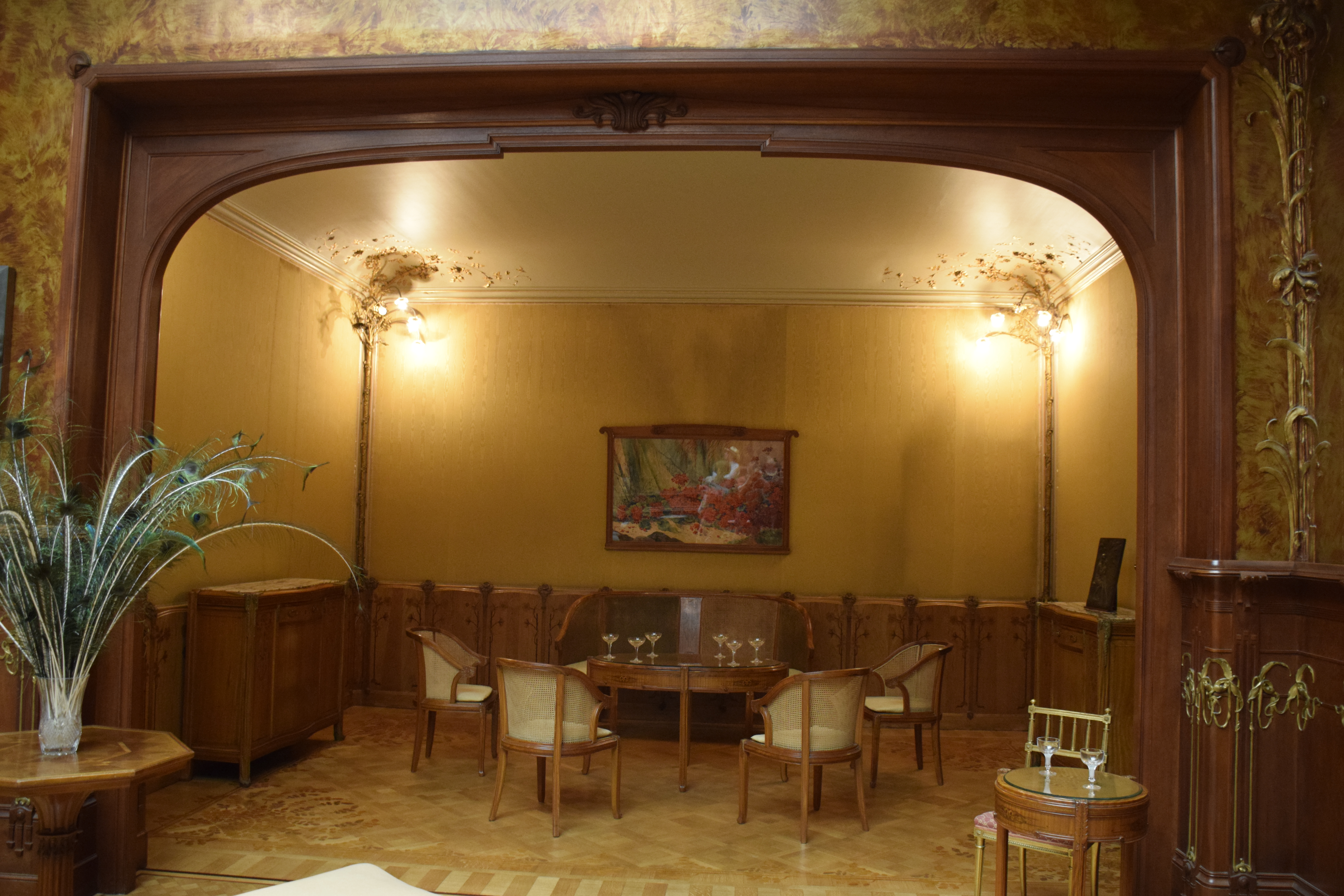
Дом Л. Лоссо. Малый салон
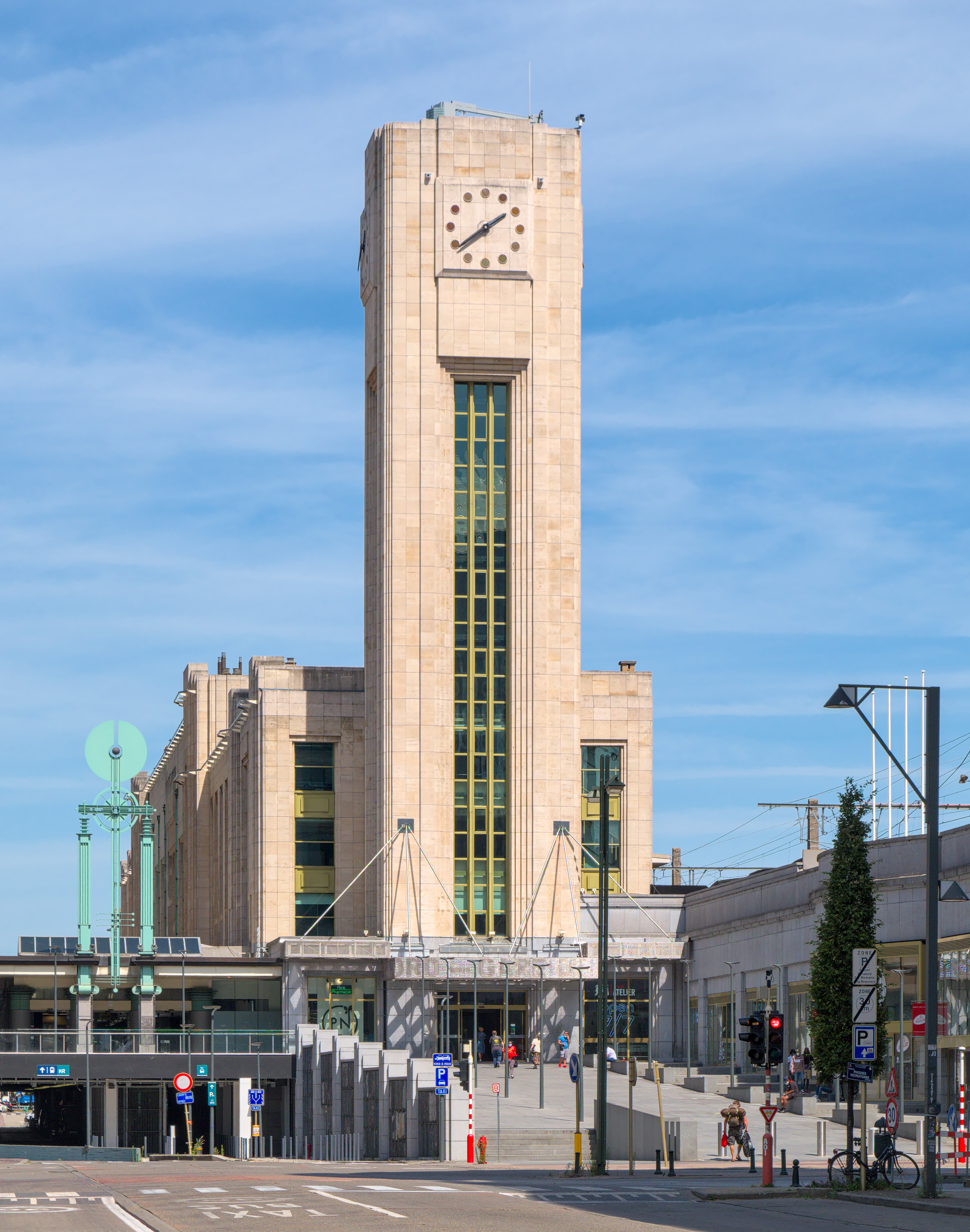
Часовая башня Северного вокзала Брюсселя. 1952–1956
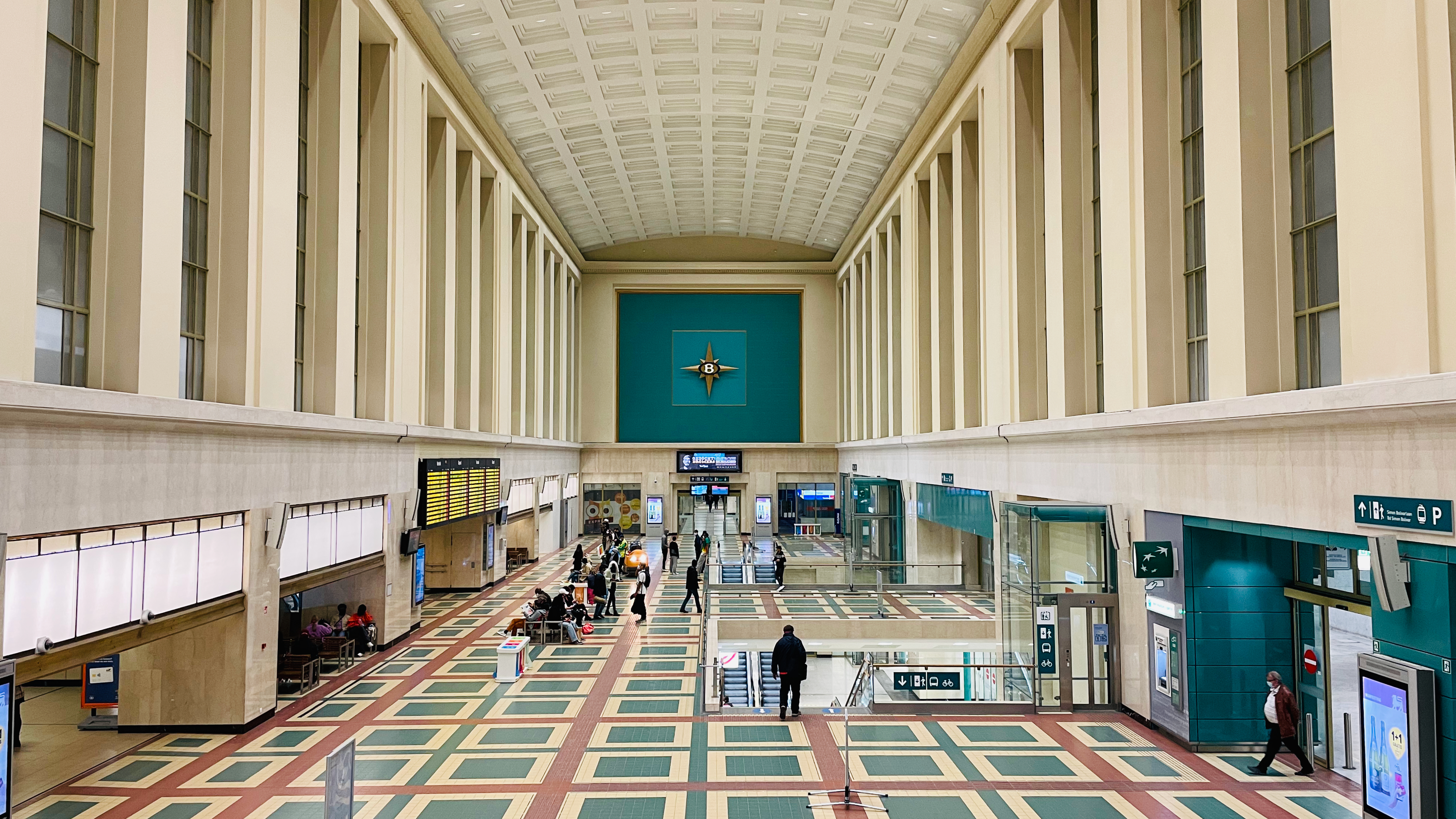
Кассовый зал Северного вокзала. 1952–1956